# Adamaua-Turteltaube
Die Adamaua-Turteltaube (Streptopelia hypopyrrha) ist ein Taubenvogel, der zu den Turteltauben gerechnet wird. Sie kommt nur in Afrika vor. 
Der Artstatus der Adamaua-Turteltaube war lange Zeit umstritten. Sie wurde als Unterart der Trauerturteltaube eingeordnet.

## Erscheinungsbild
Die Adamaua-Turteltaube erreicht eine Körperlänge von 28 Zentimetern und entspricht damit etwa der Größe einer Lachtaube. Der Geschlechtsdimorphismus ist nur geringfügig ausgeprägt. Die Weibchen sind lediglich etwas matter als die Männchen gefärbt. 
Der Kopf und der Hals sind dunkel blaugrau. Die Halsseiten weisen schwarze Flecken auf. Die Oberbrust ist gräulich blau. Die Unterbrust sowie der Bauch sind kräftig rötlichbraun. Der Rücken ist dunkel braungrau. Nahezu alle Körperfedern sind hell gesäumt. Die Handschwingen sind dunkel. Der Schnabel ist dunkelgrau und weist eine hellere Spitze auf. Die Iris ist orange. Der nackte Augenring ist purpurrot.

## Verbreitung und Lebensraum
Die Adamaua-Turteltaube kommt nur auf den Hochplateaus von Bauchi in Nigeria, Ngaoundéré in Kamerun sowie im Südwesten des Tschad vor. Sie ist ein Waldbewohner, kommt aber auch in offenen, mit Bäumen nur locker bewachsenen Regionen vor. Auch Kulturland wird von ihr besiedelt, wenn noch Baumbestand vorhanden ist.

## Verhalten
Wie alle Turteltauben lebt die Adamaua-Turteltaube überwiegend von Sämereien, nach denen sie auf dem Boden sucht. Das Nest wird in Bäumen oder Sträuchern errichtet. Das Gelege besteht aus zwei Eiern. 

## Belege